# لوئیس کوستا (بازیکن فوتبال اهل اسپانیا)
لوئیس کوستا (انگلیسی: Luis Costa؛ زادهٔ ۱۹ فوریهٔ ۱۹۴۳) بازیکن فوتبال اهل اسپانیا است.
از باشگاه‌هایی که در آن بازی کرده‌است می‌توان به باشگاه فوتبال هرکولس، باشگاه ورزشی رئال مایورکا، باشگاه فوتبال رئال ساراگوسا، باشگاه فوتبال رئال مادرید، باشگاه فوتبال ژیرونا، باشگاه فوتبال کوردوبا، و باشگاه فوتبال الچه اشاره کرد.
وی همچنین در تیم ملی فوتبال زیر ۱۸ سال اسپانیا بازی کرده‌است.